# Vixta
Vixta e свободна операционна система, базирана на ГНУ/Линукс дистрибуцията Fedora. Интерфейсът ѝ наподобява на Windows Vista. Може да бъде стартирана от лайф CD/DVD. Актуалната ѝ реализирана версия към юни 2008 г. е 0.98.1.